# چینا زوریا
چینا زوریا (انگلیسی: China Zorrilla; ۱۴ مارس ۱۹۲۲ – ۱۷ سپتامبر ۲۰۱۴) هنرپیشه، کارگردان، تهیه‌کننده اهل اروگوئه بود. وی بین سال‌های ۱۹۴۸ تا ۲۰۱۰ میلادی فعالیت می‌کرد.
از فیلم‌ها یا برنامه‌های تلویزیونی که وی در آن نقش داشته‌است می‌توان به آتش‌بس، طاعون اشاره کرد.
وی همچنین برندهٔ جوایزی همچون لژیون دونور (شوالیه) شده‌است.